# L'exèrcit del crim
L'exèrcit del crim (francès: L'Armée du crime) és una pel·lícula bèl·lica dramàtica francesa del 2009 dirigida per Robert Guédiguian i basada en una història de Serge Le Péron, que també és un dels tres acreditats pel guió. Va rebre un gran llançament a França el 16 de setembre de 2009 i es va estrenar als Estats Units el 2010. Ha estat subtitulada al català.
La pel·lícula tracta sobre el desenvolupament del Grup Manouchian, una unitat de resistència de 23 membres liderada per un exiliat armeni. Van ser capturats el 1944, jutjats per un tribunal militar alemany i executats. El títol de la pel·lícula va ser extret d'un cartell de propaganda conegut com L'Affiche Rouge (cartell vermell), en què els nazis pretenien presentar aquests combatents de la Resistència francesa com a criminals estrangers. La llegenda deia "Alliberadors? Alliberament per part de l'exèrcit del crim".

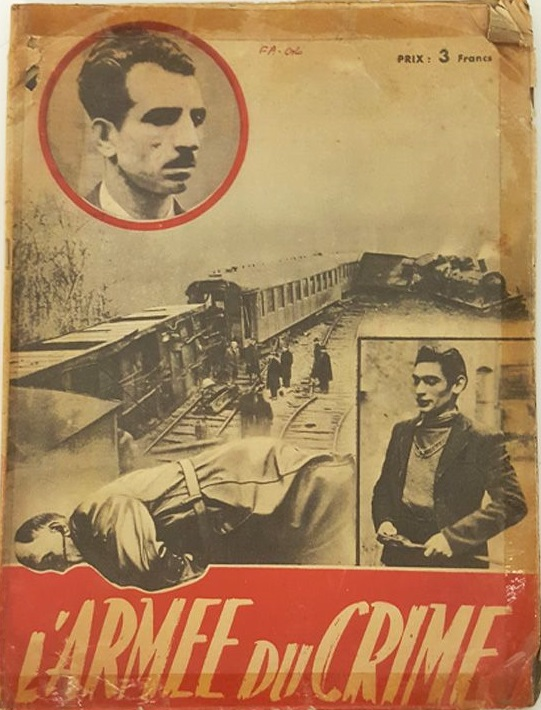
Cartell sobre el grup Manouchian del 1944

## Argument
A París durant l'Ocupació alemanya, es desenvolupen moviments de resistència, inclosos alguns de migrants. Un grup de resistents mal assortit comet atacs desorganitzats. Missak Manouchian, un armeni exiliat, està disposat a ajudar però es resisteix a matar; per a ell, estar preparat per morir però no per matar; és una qüestió ètica però les circumstàncies el porten a deixar caure les seves reticències. Sota el seu lideratge, el grup de 23 membres planifica millor les seves accions i es desenvolupa com el que es coneixia com a Grup Manouchian. Va formar part d'una xarxa de 100 resistents a París que va dur a terme la majoria dels actes de resistència armada l'any 1943. La pel·lícula recorre la història d'aquest grup, des de la seva formació fins a la detenció, el judici per un tribunal militar alemany i l'execució dels seus membres el 1944.

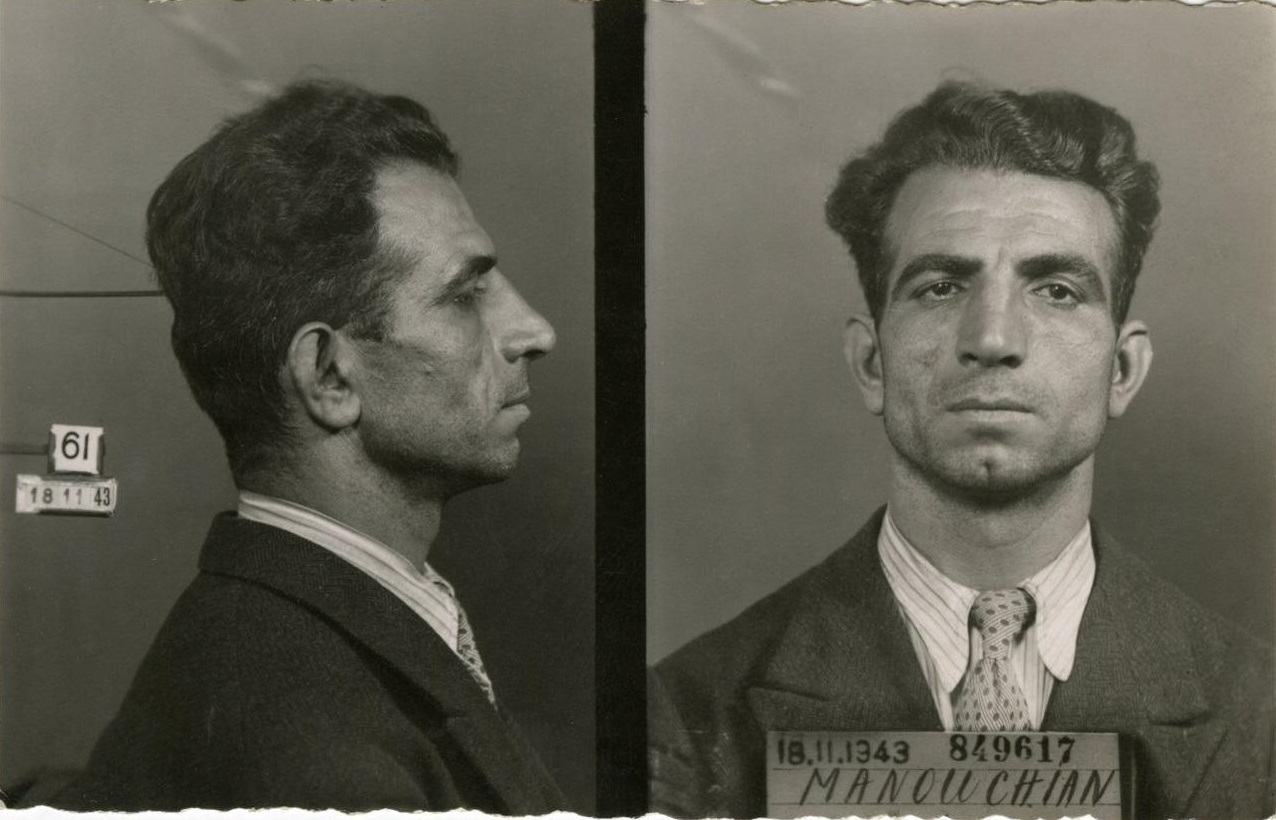
Fitxa policial de Missak Manouchian

Intentant respondre a la ira pública per les execucions i desacreditar els resistents, el govern de Vichy va distribuir i va col·locar milers de cartells, coneguts com L'Affiche rouge pel fons vermell, amb fotos de deu dels homes i dades sobre els seus antecedents, per retratar els migrants com a terroristes i delinqüents. El públic va escriure Morts pour La France als cartells, la frase que commemora oficialment els soldats que van morir en combat. També van deixar flors en homenatge.

## Repartiment
- Virginie Ledoyen com a Mélinée Manouchian
- Simon Abkarian com a Missak Manouchian
- Robinson Stévenin com a Marcel Rayman
- Jean-Pierre Darroussin com a inspector Pujol
- Lola Naymark com a Monique Stern
- Ariane Ascaride com a Madame Elek
- Grégoire Leprince-Ringuet com a Thomas Elek
- Yann Trégouët com a Le Commissaire David
- Ivan Franek com a Feri Boczov
- Olga Legrand com a Olga Bancic
- Boris Bergman com a Monsieur Rayman
- Patrick Bonnel com a Monsieur Elek
- Adrien Jolivet com a Henri Krasucki
- Pascal Cervo com a Bourlier
- Gérard Meylan com a inspector Mathelin
- Horațiu Mălăele com a Monsieur Dupont
- Lucas Belvaux com a Gilles

## Recepció

### Taquilla
Estrenada en 250 pantalles, L'exèrcit del crim  va debutar al número 7 a la taquilla francesa, convertint-lo en el segon llançament més gran d'aquella setmana després de Districte 9, que va debutar al lloc número 1 amb gairebé el doble de pantalles. La pel·lícula va recaptar 772.000 euros en els seus primers cinc dies d'estrena i va atreure 349.940 espectadors als cinemes francesos.

### Resposta crítica
Es va projectar fora de competició al 62è Festival Internacional de Cinema de Canes el 17 de maig de 2009 A Rotten Tomatoes, la pel·lícula té una valoració del 90% basada en 30 ressenyes i una valoració mitjana de 6,8/10. A Metacritic, la pel·lícula té una puntuació de 76 sobre 100 basada en 9 crítiques, que indica "crítiques generalment favorables".
La pel·lícula va rebre ressenyes molt positives per part de la crítica francesa, amb el lloc web AlloCiné que li va atorgar una puntuació de 3,52 sobre 5,00 basat en vint-i-cinc crítiques principals. Jedan A. Gili de Positif va lloar la pel·lícula com a "espectacular", mentre que Didier Péron de Libération va lamentar el fet que el director semblés "paralitzat amb respecte" cap al seu tema, elogiant el jove repartiment pels seus esforços per fer que la pel·lícula sembli fresca. A Paris Match, Alain Spira va dir que la pel·lícula patia classicisme i que aquesta emoció tenia problemes per arribar al públic. A Première, Véronique Le Bris va criticar el temps necessari per presentar els diferents personatges. En una de les ressenyes més negatives, Pierre Murat de Télérama va escriure que, tot i ser respectuosa, la pel·lícula era insignificant i semblava un telefilm.
L'exèrcit del crim se'n va sortir bé amb la crítica internacional, i el lloc web Screenrush li va concedir una puntuació de quatre sobre cinc basat en sis principals ressenyes britàniques. Peter Brunette de The Hollywood Reporter va escriure una crítica positiva després de veure la pel·lícula a Cannes, dient: "Tot i que s'arrossega aquí i allà i és una mica plana en alguns llocs, la pel·lícula està sòlidament feta i, en la seva majoria, força implicada". A The Independent, Anthony Quinn va descriure la pel·lícula com a "ombrívola i apassionant", mentre que Dave Calhoun va escriure a Time Out que la pel·lícula "sempre és fascinant". En algunes de les pitjors crítiques, The Sun, afirmant que la pel·lícula de Tarantino Maleïts malparits era "molt més divertida".

## Mitjans domèstics
L'exèrcit del crim es va publicar a França en DVD i Blu-ray Disc el 19 de gener de 2010.